# Basilica di Notre-Dame-de-Paradis
La basilica di Notre-Dame-de-Paradis (in francese: basilique Notre-Dame-de-Paradis d'Hennebont) è una chiesa cattolica di Hennebont, nel dipartimento del Morbihan, in Francia. Ha il titolo di basilica minore.
I lavori di costruzione della chiesa sono iniziati nel 1514 e l'edificio, ancora incompleto, è stato consacrato il 19 giugno 1524. Dal 1590 è diventata chiesa parrocchiale. Nel 1862 è stata aggiunta alla lista dei monumenti storici di Francia ed è stata elevata al rango di basilica minore da Pio IX nel 1913. L'edificio è sfuggito ai bombardamenti della seconda guerra mondiale che hanno gravemente danneggiato la città.